# Tour des Flandres 1977
Le Tour des Flandres 1977 est la 61e édition du Tour des Flandres. La course a lieu le 3 avril 1977, avec un départ à Saint-Nicolas et une arrivée à Ninove sur un parcours de 260 kilomètres. 
Le Belge Roger De Vlaeminck s'impose au sprint devant son compagnon d'échappée Freddy Maertens. Deux minutes après, arrive un groupe de poursuivants où Walter Planckaert prend la troisième place.

## Après la course

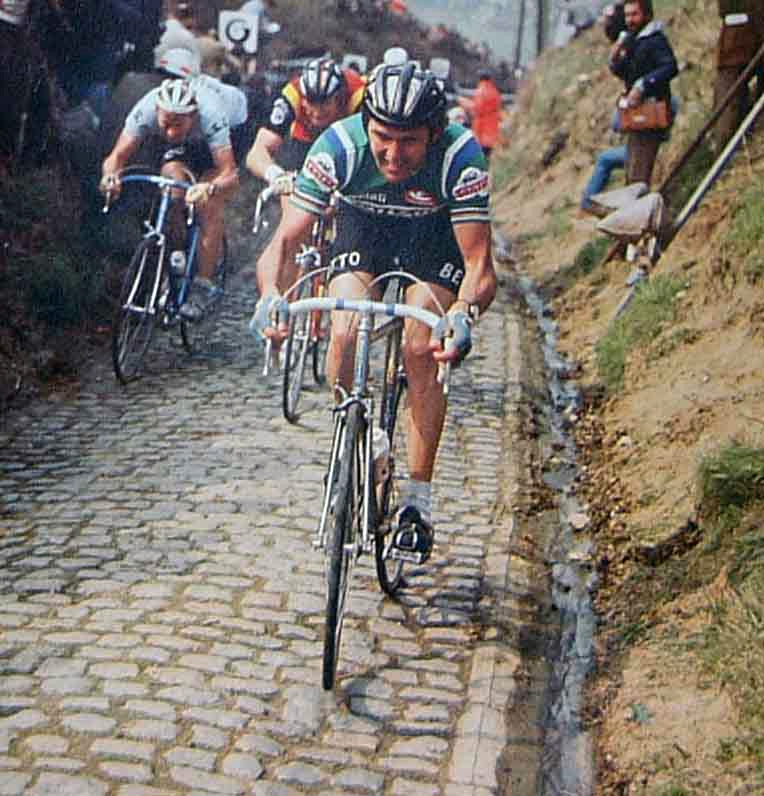
Roger De Vlaeminck sur les pavés du Tour des Flandres.

Au musée du Tour des Flandres à Oudenaarde est inscrit le nom du gagnant de chaque année. La course 1977 est présentée comme gagnée par Roger De Vlaeminck. Une inscription complète l'information : « vainqueur moral : Freddy Maertens ».
Freddy Maertens est disqualifié lors de la course après avoir changé de vélo au Koppenberg. Mais, les commissaires ne lui demandent pas de quitter la course et il continue avec dans sa roue De Vlaeminck, un rival d'une autre équipe. Maertens sachant qu'il ne peut plus gagner, emmène De Vlaeminck durant les 80 derniers kilomètres. À l'arrivée, De Vlaeminck gagne devant Maertens. Maertens déclare qu'il lui a promis 300 000 francs pour acheter la victoire, ce que nie De Vlaeminck. Maertens reçoit de De Vlaeminck 150 000 francs, qu'il donne à Michel Pollentier et Marc Demeyer pour leur aide. De son côté, Maertens conserve 150 000 francs en récompense. De Vlaeminck dit qu'ils n'ont jamais discuté d'argent et le problème n'a jamais été éclairci.
Initialement troisième, Planckaert est également disqualifié pour dopage,.

## Classement final
|     | Coureur            | Pays     | Équipe            | Temps           |
| --- | ------------------ | -------- | ----------------- | --------------- |
| 1   | Roger De Vlaeminck | Belgique | Brooklyn          | 6 h 44 min 00 s |
| Dsq | Freddy Maertens    | Belgique | Flandria-Velda    | + 2 s           |
| Dsq | Walter Planckaert  | Belgique | Maes-Miniflat     | + 2'            |
| 2   | Walter Godefroot   | Belgique | IJsboerke-Colnago | m.t.            |
| 3   | Jan Raas           | Pays-Bas | Frisol-Gazelle    | m.t.            |
| 6   | Francesco Moser    | Italie   | Sanson            | m.t.            |
| 7   | Michel Pollentier  | Belgique | Flandria-Velda    | m.t.            |
| 8   | Frans Verbeeck     | Belgique | IJsboerke-Colnago | m.t.            |
| 9   | Marc Demeyer       | Belgique | Flandria-Velda    | m.t.            |
| 10  | Willy Planckaert   | Belgique | Maes-Miniflat     | m.t.            |